# Каруђо (Савона)
Каруђо је насеље у Италији у округу Савона, региону Лигурија.
Према процени из 2011. у насељу је живело 48 становника. Насеље се налази на надморској висини од 238 м.